# Lądowisko Pałac Pacółtowo
Lądowisko Pałac Pacółtowo – lądowisko samolotowe w Pacółtowie, położone w gminie Grunwald, w województwie warmińsko-mazurskim, ok. 26 km na południowy wschód od Ostródy. Lądowisko należy do firmy Gospodarstwo Pacółtowo Sp. z o.o.
Lądowisko powstało w 2015, figuruje w ewidencji lądowisk Urzędu Lotnictwa Cywilnego. 
Dysponuje trawiastą drogą startową o długości 850 m i szerokości 30 m.